# Cesare Siepi
Cesare Siepi (ur. 10 lutego 1923 w Mediolanie, zm. 5 lipca 2010 w Atlancie) – włoski śpiewak operowy, jeden z najwybitniejszych basów drugiej połowy XX wieku. Jego głos o rozległej skali i dźwięcznym górnym rejestrze charakteryzowało głębokie i ciepłe brzmienie. W repertuarze miał także partie bas-barytonowe, na przykład Don Giovanniego. Uważano powszechnie, że była to jego partia popisowa.

## Życiorys
Karierę rozpoczął w rodzinnym Mediolanie jako śpiewak w grupie wykonującej muzykę madrygałową. Krótko uczęszczał do konserwatorium muzycznego, jednak, jak twierdzi, większość umiejętności zawdzięcza samokształceniu. Jego kariera operowa została przerwana przez wojnę. Po debiucie operowym w 1941 roku jako przeciwnik faszyzmu opuścił Włochy i schronił się w Szwajcarii. Po wojnie powrócił do ojczyzny, gdzie zdobył sławę dzięki występom w weneckim Teatro La Fenice. Śpiewał także w mediolańskiej La Scali, wykonując m.in. repertuar verdiowski. Występował często z dyrygentem Arturo Toscaninim.
Od roku 1950 do 1974 był głównym basem w nowojorskiej Metropolitan Opera. Do roku 1970 często pojawiał się na scenie londyńskiej Royal Opera House w Covent Garden. Przyjmował również role w produkcjach musicalowych na nowojorskim Broadwayu. Występował regularnie do początku lat 80. XX wieku. Jego karierę przerwały komplikacje zdrowotne związane z krtanią. Po raz ostatni zaśpiewał publicznie w 1994 roku w Wiedniu na koncercie pożegnalnym.